# Rhodochlora libanensis
Rhodochlora libanensis là một loài bướm đêm trong họ Geometridae.